# L'uomo che ingannò la morte
L'uomo che ingannò la morte (The Man Who Could Cheat Death) è un film del 1959 diretto da Terence Fisher.
È un film horror fantascientifico, remake del film del 1945 The Man in Half Moon Street, diretto da Ralph Murphy e tratto da un omonimo dramma teatrale di Barré Lyndon.

## Trama
Un artista e scienziato centenario, il dottor Georges Bonner, nella Parigi del 1890, mantiene la sua gioventù sostituendo periodicamente una ghiandola con quella di una persona vivente. In questo modo riesce a mantenere il proprio aspetto inalterato e a nascondere la sua età, ma allo stesso tempo è costretto a cambiare città e a fingere di cambiare lavoro. Il dottor Weiss, un suo aiutante, si rifiuta alla fine di aiutarlo e Bonner a quel punto non si fermerà più.

## Critica
(Fantafilm)